# Amphithéâtre de Poitiers
L'amphithéâtre de Poitiers, parfois nommé arènes de Poitiers ou Palais Gallien de Poitiers est un amphithéâtre romain construit au Ier ou IIe siècle à Poitiers (Limonum Pictonum), dans le département français actuel de la Vienne.
Cet amphithéâtre, mesurant environ 155,80 × 130,50 m, est parmi les plus grands de Gaule. Situé au sud et à l'écart de la ville antique, il est probablement construit dans la première moitié du Ier siècle. Désaffecté à la fin de l'Antiquité, il est peu à peu détruit ou absorbé par des habitations. Ses vestiges sont classés au titre des monuments historiques entre 1840 et 1962.

## Localisation et contexte historique

L'amphithéâtre dans la voirie moderne.

La ville antique de Limonum est construite sur un éperon dominant une boucle de la vallée du Clain, au niveau du confluent avec la Boivre. Elle succède, sur le même site, à un oppidum protohistorique. L'amphithéâtre est situé au sud de la ville antique, en-dehors de la zone bâtie, et son grand axe est orienté nord-nord-est―sud-sud-ouest, respectant également la direction des cardines.
Dans la voirie moderne, la rue Magenta traverse le monument selon son grand axe et trois autres voies se rejoignent au centre de son arène. Trois autres rues, enfin, soulignent la courbure de sa cavea, l'une en bordure du sud à l'est, les deux autres au milieu des gradins sur toute la moitié occidentale.

## Histoire

### Pendant l'Antiquité

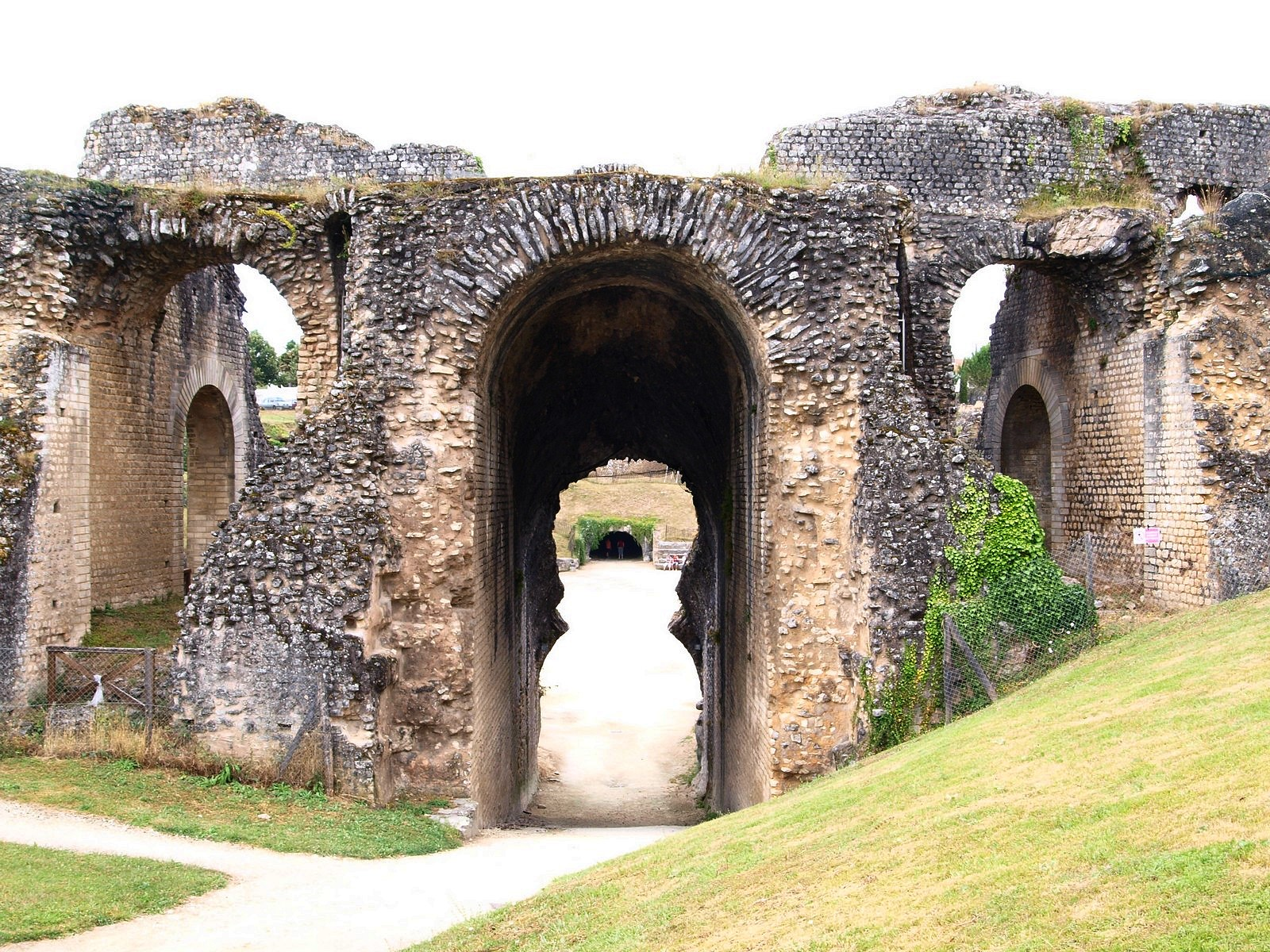
Voûte de l'amphithéâtre de Saintes.

Les arènes sont datées du IIe siècle apr. J.-C., selon la notice du ministère de la Culture qui lui est consacrée, « vers le commencement du siècle, et sous les empereurs Adrien ou Antonin », estime en 1844 Antonin Bourgnon de Layre, membre de la Société des antiquaires de l'Ouest. Jean Hiérnard, professeur d'histoire ancienne à l'université de Poitiers, et Jean-Claude Golvin, directeur de recherche au CNRS, révisent toutefois cette appréciation et datent l'édifice de « la première moitié du Ier siècle », durant l'époque julio-claudienne, en se basant sur des caractéristiques architecturales comparables à celles d'autres amphithéâtres à la chronologie bien établie, comme celui de Saintes,. Poitiers est à cette époque chef-lieu de la cité des Pictons, sous domination romaine.
L'édifice est probablement transformé en citadelle par les Wisigoths. Les invasions barbares du Ve siècle, selon Mangon de la Lande et Antonin Bourgnon de Layre, auraient progressivement conduit à la ruine de l'amphithéâtre, vers la fin du siècle,.

### Du Moyen Âge à la Révolution française
Au Moyen Âge, l'amphithéâtre de Poitiers porte le nom « d'arènes de Poitiers » par synecdoque ou, au même titre que ceux de Bordeaux ou de Saintes, de « Palais Gallien ». Au moins dès le XIVe siècle, l'emplacement de l'amphithéâtre, encore imposant, est occupé par diverses habitations et des jardins particuliers. Des écrits du 6 février 1624 témoignent de la subsistance, à cette époque, de nombreuses arcades et voûtes. En 1757, trois arcades sont mentionnées par les religieux de l'abbaye de Noaillé.

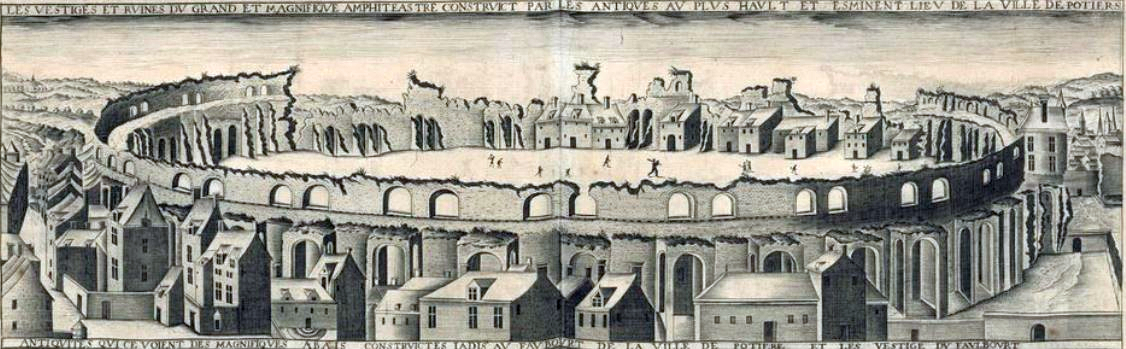
Évocation par Claude Chastillon.

### AuxXIXeetXXesiècles
En 1844, il ne reste plus qu'une arcade visible. En janvier 1857, les hospices de Poitiers, bénéficiaires d'un bail emphytéotique depuis 1757 puis propriétaires de l'amphithéâtre, se séparent des restes du monument : des immeubles d'habitation sont très vite construits en lieu et place de l'ancien édifice.
Le premier classement au titre des monuments historiques, portant sur « les arènes » sans plus de précision, intervient par la liste de 1840 ; il est complété en 1935 (vestiges subsistants) et 1962 (certains vestiges en sous-sol).

### L'amphithéâtre auXXIesiècle
Les seuls vestiges encore visibles se situent rue Bourcani avec des voûtes rayonnantes des premier et deuxième niveaux d'arcatures, mais plusieurs éléments de murs et de voûtes sont préservés dans les maisons de la rue des Arènes romaines et de la rue Magenta ainsi que dans leurs caves.
Du 6 avril 2021 au 2 juin 2022, l'INRAP organise à l'Espace Mendès France de Poitiers une exposition intitulée « Du Colisée à l’amphithéâtre de Poitiers ».

## Description

### Caractéristiques générales
L'amphithéâtre est de forme elliptique ; son grand axe mesure 155,80 mètres et son petit axe 130,50 mètres,. Sa hauteur pourrait atteindre 35 m du niveau de l'arène (légèrement creusée dans le sol) au sommet de l'édifice. Il s'agit de l'un des plus grands amphithéâtre romains de Gaule, avec ceux de Tours (156 × 134 m) et d'Autun (154 × 130 m). Selon le capitaine Charles Mangon de La Lande, cet amphithéâtre pouvait accueillir environ 22 000 personnes ; d'autres estimations évoquent une capacité de 30 000 places.
À chaque extrémité nord et sud se situe un large vomitoire voûté et pentu permettant d'accéder à l'arène encaissée, tandis que l'axe est-ouest est doté de deux entrées de moindre envergure.

### Architecture
Les murs rayonnants de l'amphithéâtre sont construits en petit appareil de moellons régulier sans recours aux terres cuites architecturales ; les murs annulaires utilisent le même type de maçonnerie mais la construction est moins soignée, l'appareil moins régulier. Cette différence semble liée au fait que plusieurs équipes de maçons sont intervenues simultanément, chacune avec sa propre technique de construction. Les voûtes des arcs sont construites en pierres plates posées de manière rayonnante pour épouser la forme de la voûte. Le mur de façade semble construit en blocs de grand appareil, soit intégralement, soit seulement au niveau de certains arcs, mais cette hypothèse est invérifiable, tout vestige ayant disparu. Les gradins sont accessibles par une série de galeries à plusieurs niveaux, reliées entre elles par des escaliers intérieurs, mais l'existence d'une galerie périphérique au rez-de-chaussée, envisagée par Bourgnon de Layre, ne peut pas être attestée.

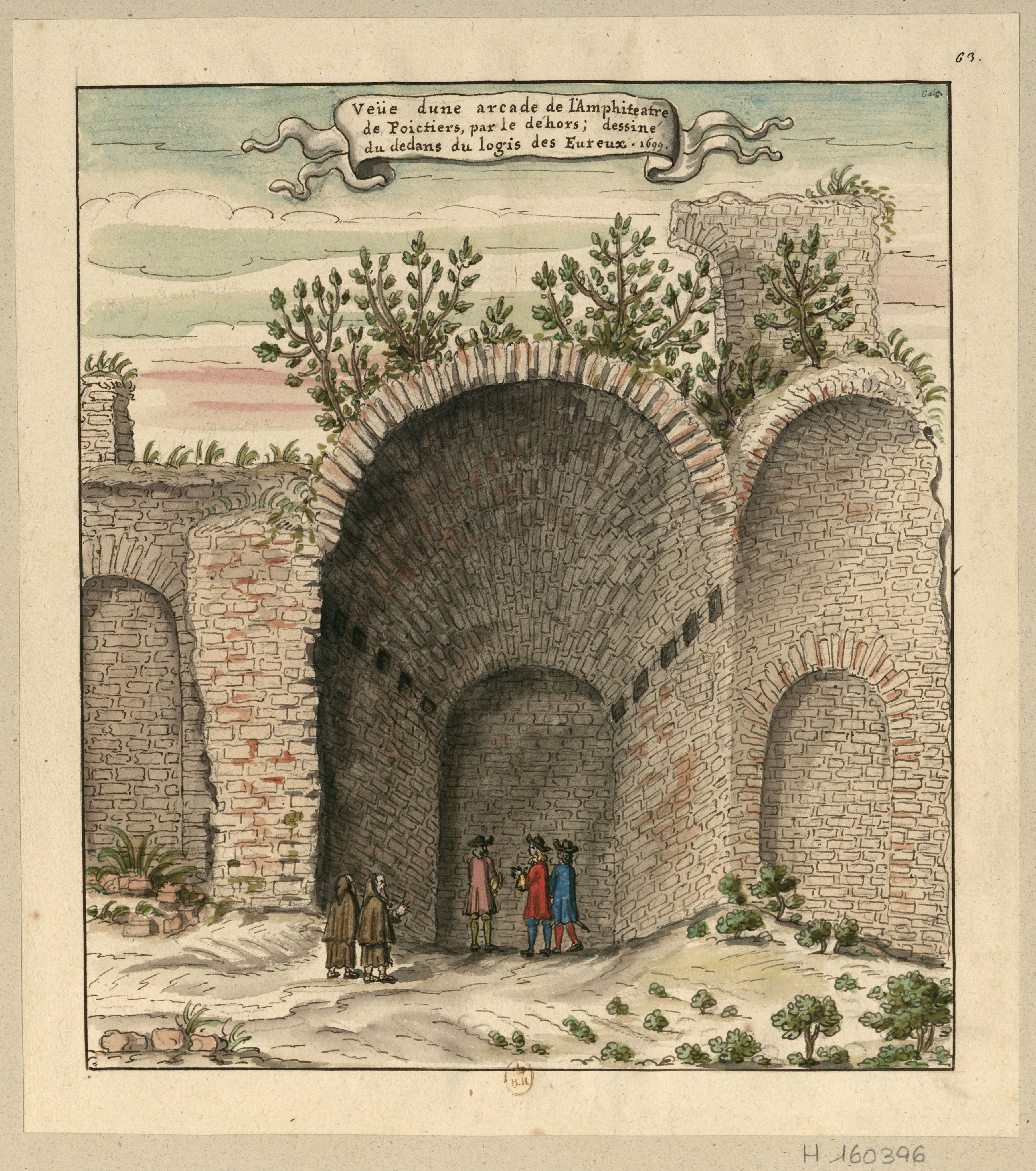
Aquarelle Louis Boudan, 1699.
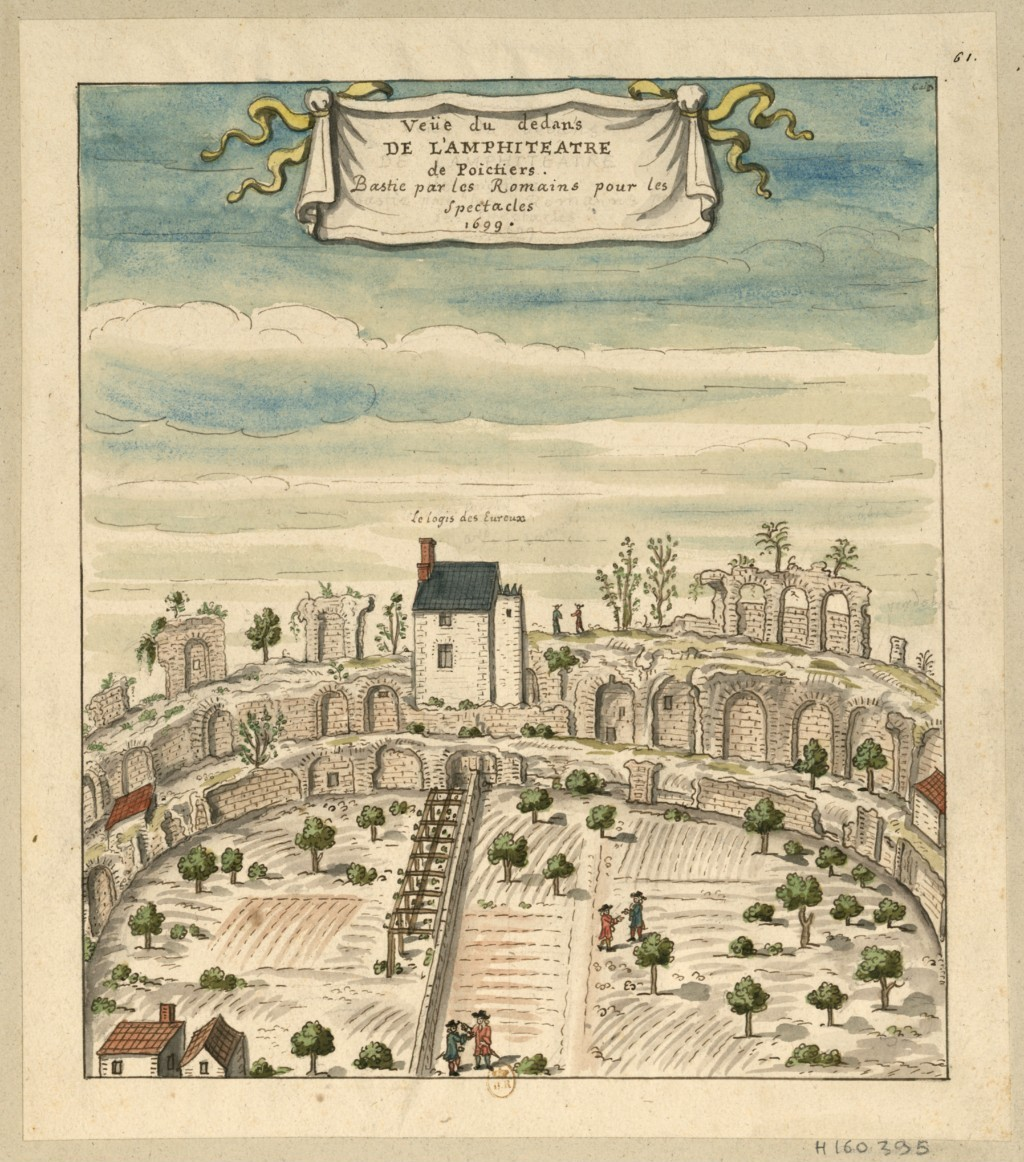
Aquarelle Louis Boudan, 1699.
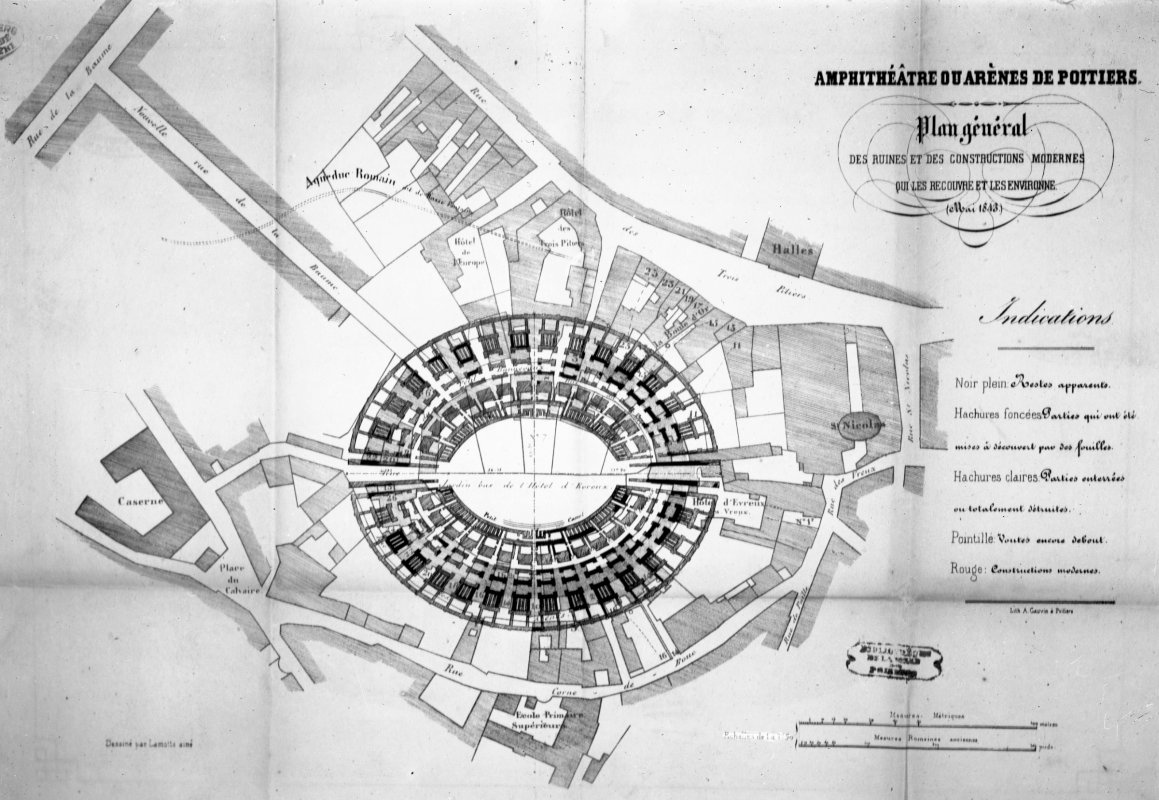
Plan Lamotte aîné, 1843.
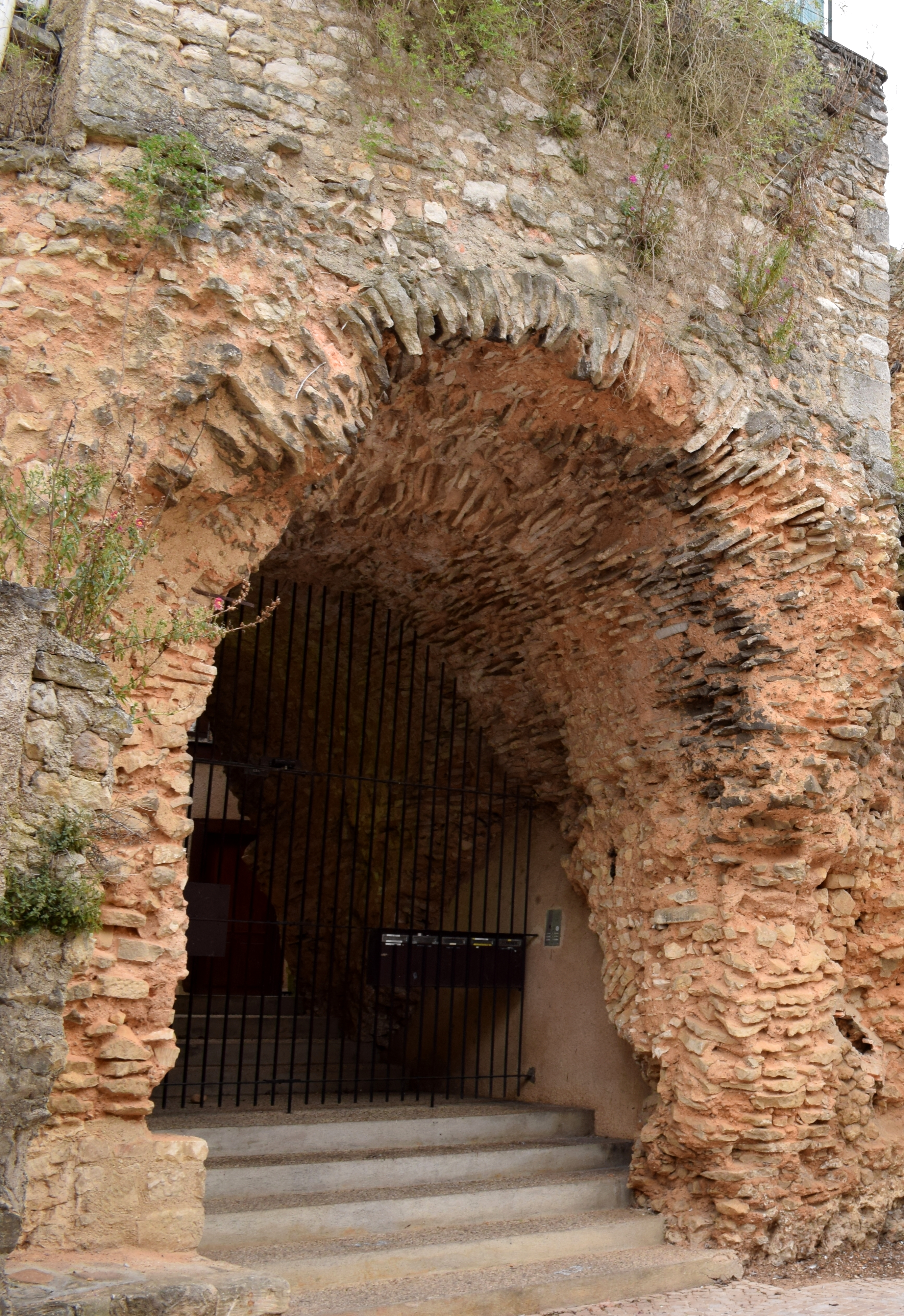
Premier niveau d'arcatures 6, rue Bourcani.
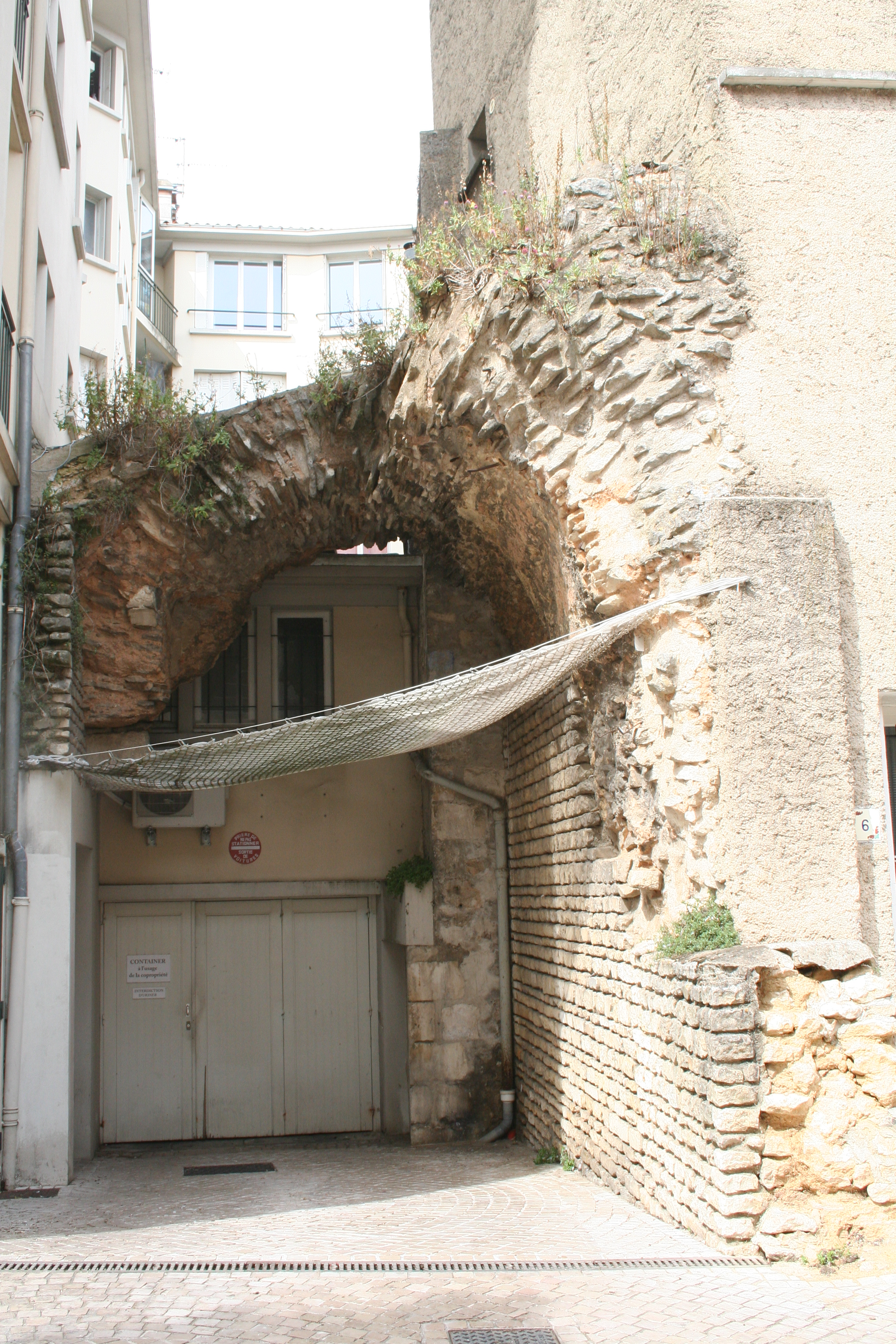
Premier niveau d'arcatures 8, rue Bourcani.
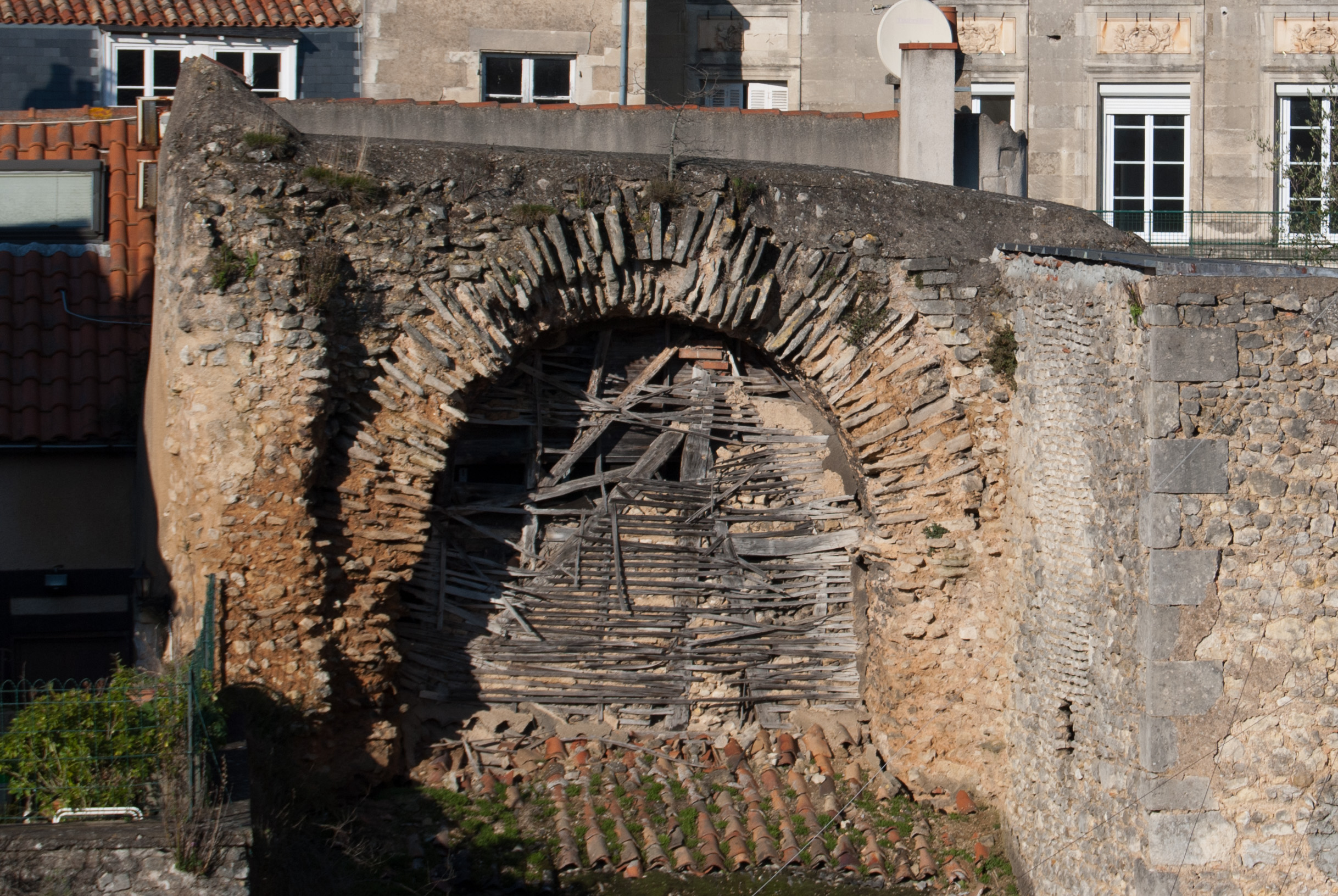
Deuxième niveau d'arcatures 6, rue Bourcani.